# Цатурян, Эдмунд Амбарцумович
Эдмунд Амбарцумович Цатурян (арм. Էդմունդ Ծատուրյան, 18 марта 1937, Ереван - 14 мая 2010, Ереван) — бывший депутат парламента Армении.
- 1955—1960 — Ереванский политехнический институт. Инженер-механик. Действительный член инженерной академии Армении, действительный член Международной инженерной академии.
- 1960—1964 — работал инженером-конструктором, руководителем группы, заместителем генерального директора по производству Ереванского электроаппаратного завода.
- 1964—1969 — главный инженер на Севанском заводе исполнительных механизмов.
- 1969—1978 — директор Ереванского механического завода, главный инженер управления промышленности исполкома Ергорсовета, заместитель председателя горплана.
- 1978—1982 — главный инженер завода «Гарни».
- 1982—1999 — директор завода «Электроточприбор», г. Ереван.
- 1999—2003 — был депутатом парламента. Член постоянной комиссии по обороне, национальной безопасности и внутренним делам. Член фракции «Единство».
- 2003—2007 — депутат парламента. Член постоянной комиссии по финансово-кредитным, бюджетным и экономическим вопросам. Член правления НПА.